# Steven Berghuis
Steven Berghuis, född den 19 december 1991 i Apeldoorn, är en nederländsk fotbollsspelare som spelar som anfallare för Ajax. Han representerar även Nederländernas landslag.

## Karriär

### FC Twente
Steven Berghuis gjorde sin debut för FC Twente mot Heracles Almelo den 19 januari 2011.

### VVV-Venlo
Den 20 januari 2012 lånades Berghuis ut till VVV-Venlo. Han spelade 20 matcher och gjorde 4 mål för klubben.

### AZ Alkmaar
Berghuis köptes av AZ Alkmaar den 1 juli 2012. Han spelade 89 matcher och gjorde 21 mål.

### Watford
Engelska fotbollsklubben Watford köpte Berghuis för en rapporterad summa av 4,6 miljoner pund. Berghuis tid i klubben var kortvarig dels på grund av skador och dels på grund av att klubbens dåvarande tränare, Quique Sanchez Flores, inte hade varit särskilt imponerad av Berghuis insatser under fotbollsträningarna. 

### Feyenoord
Den 1 augusti 2016 lånades Berghuis ut till den nederländska storklubben Feyenoord under säsongen 2016/17.  Under perioden han var utlånad gjorde han 8 mål på 38 matcher.
Tack vare Berghuis imponerande form valde Feyenoord att köpa honom för en rapporterad summa av 5,8 miljoner pund. 

### Ajax
Den 16 juli 2021 värvades Berghuis av Ajax, där han skrev på ett fyraårskontrakt.